# Fuoco Santo

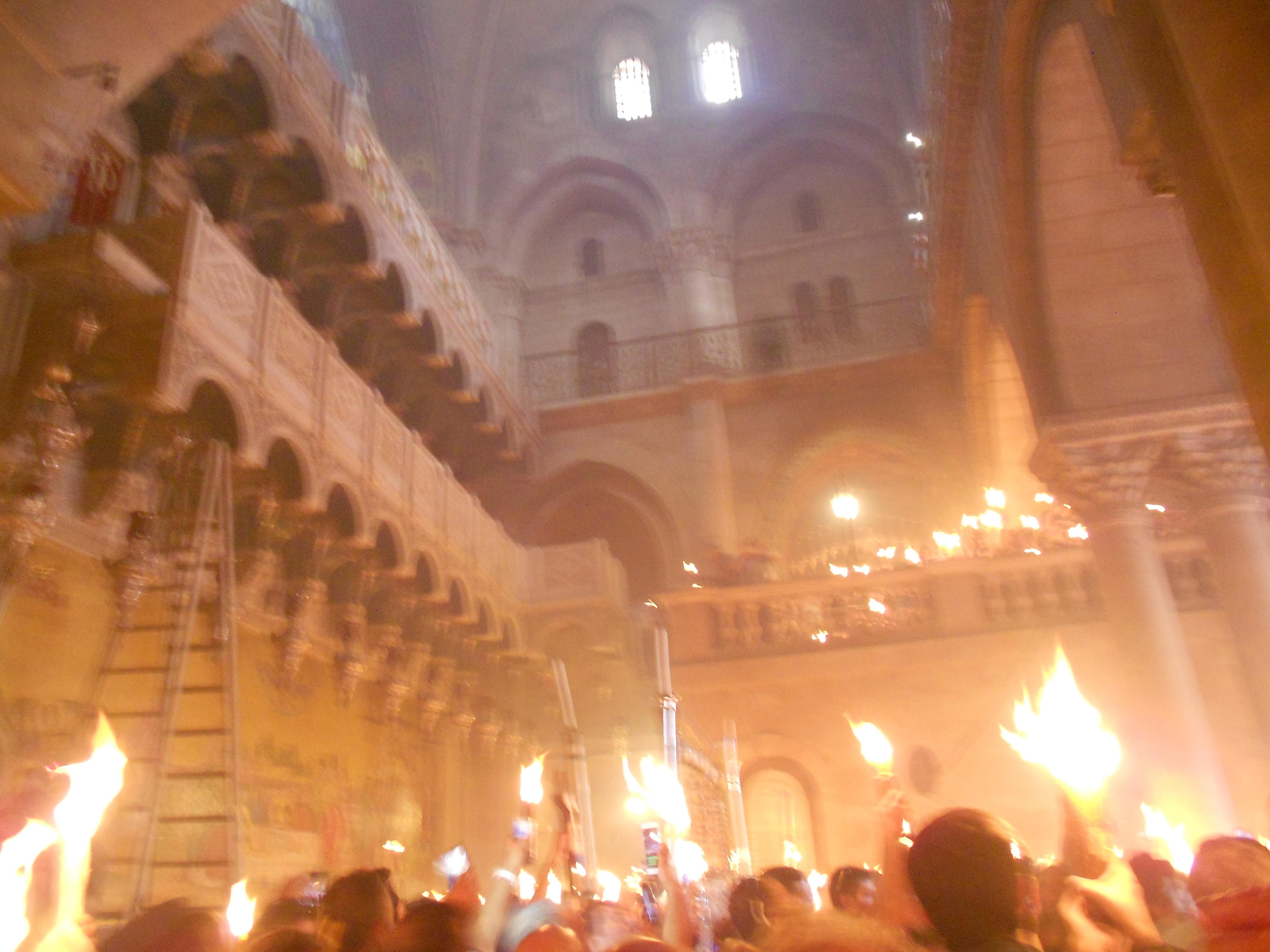
Il Sacro Fuoco nel 2018

Il Fuoco Santo o Fuoco Sacro o Sacro Fuoco (in greco Ἃγιον Φῶς?, Luce Santa) è descritto dai cristiani ortodossi come un miracolo che si verifica ogni anno presso la Chiesa del Santo Sepolcro a Gerusalemme il Grande Sabato, o Sabato Santo, il giorno che precede la Pasqua ortodossa. Tuttavia, molti contestano la presunta discesa miracolosa del Fuoco.

## Descrizione all'interno della fede ortodossa
La tradizione ortodossa sostiene che il prodigio del Fuoco santo si verifichi ogni anno il giorno che precede la Pasqua ortodossa. Durante questo frangente, si dice che una luce blu venga emessa all'interno della tomba di Gesù, sorgendo dalla lastra di marmo che copre il letto di pietra che si crede fosse quello su cui il corpo di Gesù doveva essere posto per la sepoltura. La lastra di marmo si trova ora nella Basilica del Santo Sepolcro nella Città Vecchia di Gerusalemme. Si crede che la luce formi una colonna di fuoco, da cui vengono accese delle candele. Questo fuoco viene poi utilizzato per accendere le candele del clero e dei pellegrini presenti. Si dice anche che il fuoco si accenda spontaneamente su altre lampade e candele della chiesa. I pellegrini e il clero affermano che il Fuoco Santo non li bruci. Il santo Sepolcro viene controllato e poi chiuso e sigillato con una pasta di cera e miele. Il controllo viene effettuato dagli armeni, dai musulmani e dalle forze di polizia israeliana, all'interno non deve esserci nessun fuoco. Poi nel pomeriggio arriva il primate greco-ortodosso che si spoglia dei paramenti ed entra con il camice e un fascio di candele, con lui un rappresentante armeno che controlla che nessuna fiamma bruci dentro il santo Sepolcro. Seguono alcuni minuti di preghiera e poi  avviene il prodigio, le candele si accendono spontaneamente di un fuoco che non brucia e molti vi immergono il viso o la barba senza conseguenze. Molti sono i filmati che lo attestano.
Prima che il fuoco venga acceso, il Patriarca di Gerusalemme - senza il quale, secondo la tradizione, il prodigio non può compiersi -  si inginocchia all'interno della cappella davanti alla pietra, con la folla radunata all'esterno. Il patriarca armeno lo attende nell'anticamera dell'edicola, come unico testimone. Una volta che il fuoco è acceso, il Patriarca esce dalla chiesa con due candele accese. Migliaia di pellegrini e cristiani locali di tutte le confessioni si riuniscono a Gerusalemme per partecipare e assistere a questo evento annuale.
Il Sacro Fuoco viene trasportato in Grecia con un volo speciale, e similmente ad altri paesi ortodossi o paesi con importanti chiese ortodosse, come Georgia, Bulgaria, Libano, Romania, Egitto, Cipro, Macedonia del Nord, Serbia, Ucraina e Russia, ricevuto da capi della Chiesa e di Stato. Il fuoco viene donato anche a chiese di altre confessioni cristiane.

## Storia

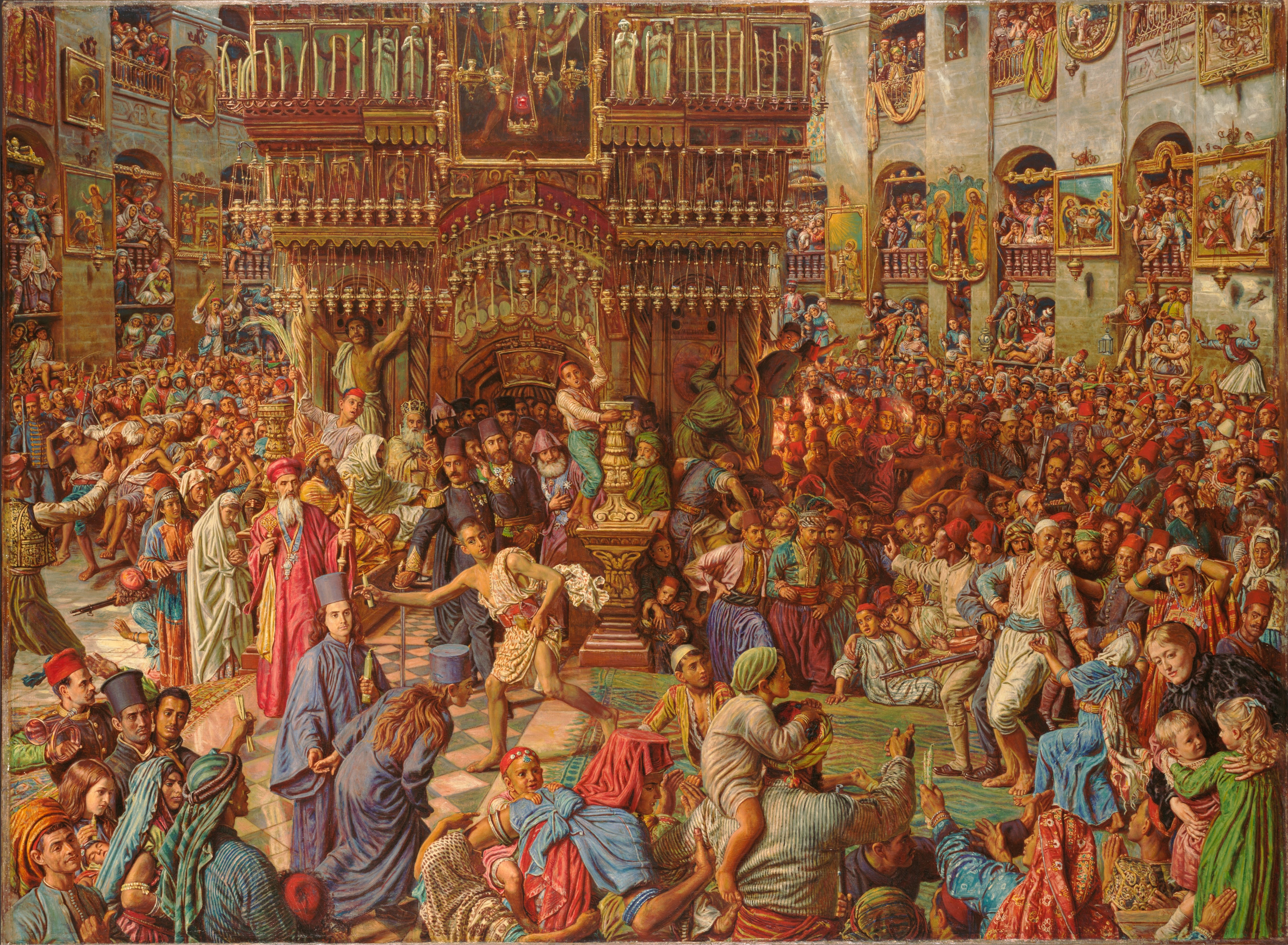
Il miracolo del fuoco sacro, di William Holman Hunt

Lo storico Eusebio, nella sua Vita Constantini, che risale al 328 circa, riferisce di un interessante avvenimento a Gerusalemme durante la Pasqua dell'anno 162. Quando i guardiani della chiesa stavano per riempire le lampade per prepararle a celebrare la risurrezione di Gesù, si accorsero improvvisamente che non c'era più olio da versarvi dentro. Il vescovo Narciso ordinò allora che fossero riempite d'acqua. Disse poi ai guardiani di accenderle. Davanti agli occhi di tutti i presenti, ogni singola lampada arse come fosse riempita di olio puro. La tradizione cristiano-ortodossa sostiene che questo miracolo, che precede la costruzione del Santo Sepolcro nel IV secolo, è correlato al Miracolo del Fuoco Santo, sebbene la dottrina affermi differenze tra i due eventi, poiché il primo sarebbe stato un evento occasionale mentre il miracolo del Fuoco Santo si verificherebbe ogni anno. Tuttavia, hanno in comune la premessa che Dio avrebbe prodotto il fuoco dove, a rigor di logica, non avrebbe dovuto esserci.
Intorno al 385, Egeria, una nobildonna spagnola, si recò in Palestina. Nel racconto del suo viaggio, ella parla di una cerimonia nel Santo Sepolcro di Cristo, dove una luce si emana (ejicitur) dalla piccola cappella che racchiude la tomba, per cui l'intera chiesa si riempie di una luce infinita (lumen infinitum).
Nonostante questi casi precedenti, si ritiene che il Fuoco Santo sia stato registrato per la prima volta dal pellegrino cristiano Bernardo il Saggio (Bernardus Monachus), nell'876.
Sotto Baldovino I, il clero latino si era impadronito del Santo Sepolcro e, secondo Christopher Tyerman, il clero greco fu restaurato "dopo il fiasco del fallimento del regolare miracolo pasquale del Santo Fuoco sotto gli auspici latini nel 1101, il rito annuale del Vigilia di Pasqua, quando il Fuoco Santo dovrebbe discendere dal cielo per accendere i ceri dei sacerdoti nell'edicola del Santo Sepolcro. I nuovi arrivati evidentemente non avevano imparato il trucco."
Tuttavia, altre fonti descrivono che il Santo Fuoco apparve nella tomba santa la domenica (giorno di Pasqua), quando l'arcivescovo latino Daimberto non era nel Santo Sepolcro e il rituale fu portato avanti da greci e altri cristiani ortodossi. La tomba santa fu chiusa durante questo periodo da Daimberto.
La cerimonia fu funestata nel 2002 quando un disaccordo tra i vescovi armeno e greco su chi dovesse emergere per primo con il Fuoco portò a una lotta tra le fazioni. Nel corso della colluttazione, il Patriarca greco spense due volte la candela dell'armeno, costringendolo a riaccendere il suo “Fuoco Santo” utilizzando un accendisigari, mentre il Patriarca greco venne spogliato di una delle sue scarpe. Alla fine la polizia israeliana irruppe per riportare l'ordine.

## Critiche e opposizione
Nel 1009, il califfo fatimide Al-Hakim bi-Amr Allah ordinò la distruzione del Santo Sepolcro e dei suoi edifici associati, apparentemente oltraggiato da quella che considerava la frode praticata dai monaci nella "miracolosa" discesa del Fuoco Santo. Il cronista Yahia scrisse che "sono state risparmiate solo quelle cose che erano troppo difficili da demolire". Le processioni furono proibite e pochi anni dopo tutti i conventi e le chiese in Palestina sarebbero stati distrutti o confiscati. Nel 1238 papa Gregorio IX denunciò il Fuoco Santo come una frode e proibì ai francescani di partecipare alla cerimonia. Allo stesso modo, molti cristiani non sono rimasti convinti dall'evento. Secondo Shihab al-Din al-Qarafi, il sovrano ayyubide del XIII secolo Al-Muazzam Turanshah (r. 1249-1250) è menzionato per aver scoperto la frode del Fuoco Santo; tuttavia, avrebbe permesso ai monaci di continuare la loro frode in cambio di denaro. Il viaggiatore ottomano Evliya Çelebi (1611–1682) disse che un monaco nascosto aveva fatto gocciolare nafta da una giara di zinco lungo una catena. Edward Gibbon (1737-1794) si espresse senza mezzi termini sul presunto fenomeno nel volume conclusivo di Declino e caduta dell'Impero romano:
Questa pia frode, ideata per la prima volta nel IX secolo, fu devotamente amata dai crociati latini, ed è annualmente ripetuta dal clero delle sette greca, armena e copta, che si impongono ai creduloni spettatori per il proprio beneficio e quello dei loro tiranni.
Thomas Tegg, un inglese del XIX secolo, incluse un resoconto dell'evento nella London Encyclopaedia, pubblicata nel 1828, ipotizzando che l'evento sia puramente naturale e motivato da interessi pecuniari.

Alcuni greci sono stati critici nei confronti del Fuoco Santo, come Adamantios Korais, che condannò quella che considerava una frode religiosa nel suo trattato "Sulla Santa Luce di Gerusalemme". Definì l'evento "macchinazione di preti fraudolenti" e la luce "empia" di Gerusalemme come "miracolo di profittatori". Nel 2005, in una dimostrazione dal vivo alla televisione greca, Michael Kalopoulos, autore e storico delle religioni, immerse tre candele nel fosforo bianco. Le candele si accesero spontaneamente dopo circa 20 minuti a causa delle proprietà di autoaccensione del fosforo bianco a contatto con l'aria. Secondo il sito web di Kalopoulos:
Se il fosforo viene sciolto in un solvente organico appropriato, l'autoaccensione viene ritardata fino a quando il solvente non è quasi completamente evaporato. Esperimenti ripetuti hanno mostrato che l'accensione può essere ritardata di mezz'ora o più, a seconda della densità della soluzione e del solvente impiegato.
Kalopoulos afferma inoltre che reazioni chimiche di questa natura erano ben note nell'antichità, citando Strabone, il quale afferma: "In Babilonia ci sono due tipi di sorgenti di nafta, una bianca e una nera. La nafta bianca è quella che prende fuoco con il fuoco." (Geographica 16.1.15.1-24) Egli afferma inoltre che il fosforo era usato dai maghi caldei all'inizio del V secolo a.C. e dagli antichi greci, in un modo simile al suo presunto uso oggi da parte del Patriarca ortodosso di Gerusalemme.
Lo scettico russo Igor Dobrokhotov ha analizzato a lungo le prove di un presunto miracolo sul suo sito web, comprese le fonti antiche e foto e video contemporanei. Dobrokhotov e altri critici, tra cui il ricercatore russo ortodosso Nikolay Uspensky,  il dott. Aleksandr Musin della Sorbona, e alcuni Vecchi credenti citano estratti dai diari del vescovo Porfirio (Uspensky) (1804-1885), che dicevano che il clero di Gerusalemme sapeva che il Fuoco Santo era fraudolento.
Nel suo libro, il giornalista Dimitris Alikakos presenta un'intervista all'arcivescovo schevofilace Isidoro del Patriarcato di Gerusalemme, in cui il primo ammette che la "Candela insonne", che lui stesso mette nella chiesa del Santo Sepolcro durante la mattinata del Sabato santo, viene da lui accesa con un accendino. L'ex arcivescovo skeuophylax (1984-1988) Nikiforos fece la stessa ammissione, tranne per il fatto che usava i fiammiferi. Nello stesso libro, l'arcivescovo Gerason Theofanis afferma che il Fuoco Santo non si accende in modo miracoloso, ma in modo naturale, e viene poi benedetto dal Patriarca. E aggiunge: "inganniamo i credenti facendogli credere che sia un miracolo. Questo è inaccettabile, e non si riflette bene su di noi". Secondo Theofanis, la frode del "miracolo" è stata inventata dai crociati cattolici alcuni secoli fa, e successivamente è stata continuata dal Patriarcato greco-ortodosso". Inoltre, il metropolita Kornilios di Petra, surrogato del Patriarcato di Gerusalemme nel 2001, confermò un'intervista più vecchia, affermando di aver acceso anche le candele del Santo Fuoco con una candela naturale, e descrisse in dettaglio ciò che aveva visto quando era entrato nella Chiesa del Santo Sepolcro. Infine, nel suo libro, il giornalista cita la cronaca della cancellazione della parola "miracolo" dal sito ufficiale del Patriarcato il 23 giugno 2018, sotto l'egida del patriarca Teofilo III.
Uno dei tedofori armeni, compito che solitamente si tramanda di padre in figlio (o altro membro maschile della famiglia di un tedoforo), ha ammesso che suo padre gli aveva rivelato che la fonte del fuoco era antica e simbolica ma non un miracolo. Ha dichiarato: "I sacerdoti greci portano una lampada - che è stata tenuta accesa per 1.500 anni - per produrre il Fuoco Santo. Per i pellegrini pieni di fede che vengono dall'estero, è un fuoco dal Cielo, un vero miracolo. Ma non per noi."